# Kensington and Chelsea
Kensington and Chelsea

Vist i Greater London
| Status                | Bydel i London |
| Areal:                | 12,13 km²      |
| Befolkning:           | 165.069 (2002) |
| Befolkningstæthed:    | 13.068 pr. km² |
| ONS-kode:             | 00AW           |
| Adm. center:          | Kensington     |
| Adm. grevskab:        | Greater London |
| Ceremonielt grevskab: | Greater London |
|                       |                |
| Region:               | Greater London |
|                       |                |

Kensington and Chelsea (eg. The Royal Borough of Kensington and Chelsea) er en bydel i den vestlige del af det indre London. Den blev oprettet i 1965 ved at bydelene Kensington og Chelsea blev slået sammen. På grund af at flere kongelige residenser ligger indenfor bydelen kaldes den en "Royal Borough", mens andre bydele kaldes "London Borough".
Med en befolkningstæthed på over 13.000 pr. km² er bydelen den tættest befolkede administrative enhed i Storbritannien.

## Steder i bydelen
- Brompton med Brompton Road
- Chelsea
- Earls Court
- Holland Park
- Kensington
- North Kensington
- Notting Hill
- South Kensington
- West Brompton

51°30′0″N 0°11′24″V / 51.50000°N 0.19000°V